# Nogomet na Otočkim igrama 1991.
Ålandski otoci 1991. su bili domaćinom drugom izdanju nogometnog turnira na Otočkim igrama.

## Natjecateljski sustav
Igralo se u dva dijela. U prvom dijelu se igralo u dvije skupine jednostrukom ligaškom sustavu, a u drugom dijelu natjecanja se igralo na ispadanje. Momčadi iz dviju skupina su se križale u borbama za plasman. Istoplasirane momčadi u skupinama su igrale za odgovarajuće mjesto; pobjednici za zlatno odličje, drugi za brončano odličje, treći za 5. mjesto, četvrti za 7. mjesto.

## Sudionici
Sudjelovalo je 8 momčadi.
- Åland
- Grenland
- Guernsey
- Jersey
- Farski otoci
- Shetlandsko otočje
- Wight
- Ynys Môn (Anglesey)

Momčad Farskih otoka bila je jedina članica FIFA-e na tom turniru. Isti su i osvojili naslov prvaka po drugi put.

## Natjecanje

### 1. skupina
| Mjesto | Momčad             | Ut | Pb | N | Pz | Ps | Pr | RP | Bod |
| 1.     | Farski otoci       | 3  | 3  | 0 | 0  | 11 | 5  | 6  | 9   |
| 2.     | Jersey             | 3  | 2  | 0 | 1  | 9  | 8  | 1  | 6   |
| 3.     | Shetlandsko otočje | 3  | 1  | 0 | 2  | 5  | 7  | -2 | 3   |
| 4.     | Grenland           | 3  | 0  | 0 | 3  | 7  | 12 | -5 | 0   |
| ------ | ------------------ | -- | -- | - | -- | -- | -- | -- | --- |

### 2. skupina
| Mjesto | Momčad            | Ut | Pb | N | Pz | Ps | Pr | RP | Bod |
| 1.     | Ynys Môn/Anglesey | 3  | 3  | 0 | 0  | 7  | 1  | 6  | 9   |
| 2.     | Åland             | 3  | 2  | 0 | 1  | 3  | 1  | 2  | 6   |
| 3.     | Guernsey          | 3  | 0  | 1 | 2  | 1  | 4  | -3 | 1   |
| 4.     | Wight             | 3  | 0  | 1 | 2  | 2  | 7  | -5 | 1   |
| ------ | ----------------- | -- | -- | - | -- | -- | -- | -- | --- |

### Susret za 7. mjesto
| Wight | - | Grenland | 3:1 |

### Susret za 5. mjesto
| Shetlandsko otočje | - |  | 2:1 |

### Za brončano odličje
| Jersey | - | Åland | 2:0 |

### Završnica
| Farski otoci | - | Anglesey | 2:0 |

| Prvaci na Otočkim igrama 1991. |
| ------------------------------ |
| Farski otoci Drugi naslov      |